# Савельев, Леонид (легкоатлет)
Леони́д Саве́льев (род. 19 января 1951) — советский украинский легкоатлет, специалист по стипльчезу. Выступал за сборную СССР по лёгкой атлетике в 1970-х годах, победитель Всемирной Универсиады в Москве, призёр Кубка Европы и чемпионата СССР, победитель первенств всесоюзного и республиканского значения. Представлял Киев, спортивные общества «Буревестник» и «Спартак».

## Биография
Леонид Савельев родился 19 января 1951 года. Занимался лёгкой атлетикой в Киеве, выступал за Украинскую ССР, добровольные спортивные общества «Буревестник» и «Спартак».
Впервые заявил о себе на всесоюзном уровне в сезоне 1972 года, когда на чемпионате СССР в Москве в беге на 3000 метров с препятствиями показал результат 8:35.4 и занял итоговое пятое место.
В 1973 году в составе советской сборной в стипльчезе одержал победу в матчевой встрече со сборной США в Минске (8.34,6), выиграл бронзовую медаль на чемпионате СССР в Москве (8.31,6). Будучи студентом, представлял Советский Союз на Всемирной Универсиаде в Москве, где с личным рекордом 8:26.49 превзошёл всех соперников и завоевал золотую награду. Также в этом сезоне принимал участие в Кубке Европы в Эдинбурге — с результатом 8.30,93 финишировал третьим в личном зачёте стипльчеза и тем самым помог соотечественникам выиграть общекомандный мужской зачёт.
В июне 1974 года стал серебряным призёром на международном старте в Париже, показав время 8:36.8.
В августе 1977 года в беге на 3000 метров с препятствиями победил на всесоюзных соревнованиях в Москве (8:34.4).